# راز پایداری
راز پایداری (انگلیسی: Cowspiracy: The Sustainability Secret) یک فیلم است که در سال ۲۰۱۴ منتشر شد. این فیلم به بررسی تأثیر کشاورزی حیوانات بر محیط زیست می پردازد و با بررسی نگرانی‌های زیست‌محیطی مانند تغییرات آب و هوا، استفاده از آب، جنگل زدایی و مناطق مرده اقیانوس‌ها و سیاست‌های چندین سازمان زیست‌محیطی در مورد این موضوع را بررسی می‌کند. این فیلم برنده جایزه برگزیده تماشاگران در جشنواره فیلم اکو آفریقای جنوبی ۲۰۱۵  و جایزه بهترین فیلم خارجی در دوازدهمین جشنواره سالانه فیلم‌های Portneuf sur l'environnement  شد.